# Псебе (аул)
Псебе — аул в Туапсинському районі Краснодарського краю. Населення — 0,5 тис. осіб (1999). Село розташоване в ущелині річки Псебе за 8 км на північний схід від селища Новомихайлівський. 

## Історія
Аул було засновано на місці шапсугського аулу адигейцями, що переселилися сюди в 1883 році із станиці Тахтамукайської.